# Зайдель, Кристиан
Кристиан Зайдель (нем. Christian Seidel) — немецкий продюсер и автор книги «Побеждать без борьбы — тхэквондо или открытие духовных ценностей», опубликованной в апреле 2011 года. В произведении, критикующем общество, автор размышляет о развитии своей личной карьеры, в результате которой он утратил духовные ценности, и о том, как он, вдохновлённый впечатлениями во время тренировок тхэквондо в Корее, пытается вновь их обрести. В качестве предпринимателя и эксперта он консультирует менеджеров по таким темам, как стиль руководства и политика предприятия, ориентируемые на духовные ценности.

## Карьера
Кристиан Зайдель изучал в Мюнхене актёрское и театральное искусство. После окончания вуза и нескольких лет актёрской работы в фильмах и театрах он обратился к сфере журналистики. Первый практический опыт Зайдель приобрёл, сотрудничая со швейцарским издательством Ringier Verlag в Цюрихе: в специальных журналах для лётчиков он описывал зоны воздушных подходов к аэродромам, для иллюстрированного журнала Sonntagsblick он взял своё первое интервью с гуру Бхагваном, а также работал как независимый автор для различных периодических изданий, таких как газета Abendzeitung, журнал Tempo и венская газета Wiener. 
В период создания частных телевизионных радиостанций в конце 1980-х Кристиан Зайдель разрабатывал PR-концепты, а также рекламные кампании в СМИ по заказу издательских концернов, например, для издательства «Генрих Бауэр-ферлаг» (нем. Heinrich Bauer Verlag) в Гамбурге, а также для телевизионных концернов, например, для концерна Kirch-Gruppe. В период бурного развития новых средств коммуникаций в 1990-е годы стал в одним из наиболее активных PR-менеджеров. Предшественник создания более позднего рекламного приёма «Cross-Promotion», Кристиан Зайдель одним из первых стал сочетать кампании по формированию имиджа с проведением сопутствующих этим кампаниям event-мероприятий. С этой целью он изобрёл сенсационные и привлекающие всеобщее внимание акции и начал планировать события, чтобы добиться для своих клиентов широчайшего отклика в СМИ. 
Проект «Luna Luna» автора Андре Хеллера (André Heller) был профинансирован в 1987 году издательством «Генрих Бауэр-ферлаг» на основе PR-концепта Кристиана Зайделя. Он проявил также активное участие в распространении в средствах массовой информации историй о бегстве граждан ГДР на сверхлёгких самолётах в Западный Берлин. Зайдель передал лицензионные права на созданные при этом частные видеоролики информационным редакциям Quick, RTL. Эта телевизионная сделка считается[кем?] новаторской, и она указала путь применения частных видеосъёмок более позднему аудиовизуальному информационному журнализму.
Бывший актёр и знаток театра, Кристиан Зайдель превратил средства массовой информации в театральные подмостки для своих экзальтированных и театральных событий, указывающих на тенденции развития. В конце 1980-х юная Клаудия Шиффер обратилась к Зайделю с предложением стать её публицистом. В этой функции он руководил работой по созданию имиджа и работой со средствами массовой информации для супермодели в течение многих лет. В 1992 году он придумал для шоу «Gottschalk Late Night» немецкого канала RTL модельный конкурс Model '92 и тем самым создал один из первых крупных кастинговых конкурсов для телевидения. Проект, в котором была открыта супермодель Хайди Клум, стал прототипом для создания множества телевизионных модельных конкурсов по всему миру. В 1993 году Зайдель инициировал первое интернациональное шоу телевизионных трейлеров под названием «Trailer-93», что позднее привело к созданию объединения онлайн-отраслей «Eyes & Eears».
Зайдель в значительной мере способствовал своими рекламными кампаниями вхождению на рынок частных телеканалов Sat.1, ProSieben, Kabel eins и RTL 2, а также многочисленных журналов. Один из его проектов, в котором он принимал наиболее активное участие, был телевизионный проект «TV For Nature». Под этой маркой в 1993 году он разработал совместно с организациями по охране окружающей среды, например, с организациями «Artists United for Nature» и «World Wildlife Fund» темы защиты климата, которые благодаря данному проекту обсуждались по всему миру. При этом он связал воедино инструменты маркетинга медиа-концернов и организаций по охране окружающей среды. Телевизионный проект «TV For Nature», транслировавшийся более чем 30 телеканалами (среди них CBS, Antena 3 и Sat.1) по всему миру и нашедший отражение в многочисленных печатных средствах массовой информации, стал крупной медиа-кампанией в защиту окружающей среды. Акция была прекращена через несколько лет после того, как телевизионные менеджеры поставили под вопрос финансовую прибыльность проекта.
В 1993 году Зайдель был назначен директором маркетинговой программы концерна Kirch-Gruppe (Taurus Film). Наряду с международной подготовкой к продаже активных телевизионных программ — например, переиздания «Унесённых ветром» под названием «Скарлетт» или воспитательной телевизионной серии «Young Indiana Jones Chronicles» Джорджа Лукаса (George Lucas) — он ввёл для концерна KirchGruppe вместе с автором детской литературы Астрид Линдгрен, выступившей в качестве покровительницы проекта, марку «Junior» для детских фильмов, свободных от сцен насилия. Последовавшая позднее продажа этого фирменного знака фирме EMTV, публикуемой в биржевой котировке, привела к взрыву курса акций в инфраструктуре «New Economy». Некоторое время спустя Зайдель снова вернулся к независимой деятельности, чтобы стать продюсером. Он основал собственную фирму «Christian Seidel Communications GmbH» и подписал обширный договор по консалтингу с Лео Кирхом и его телецентром, в ходе выполнения которого он занимался менеджментом юной телеведущей Арабеллы Кисбауэр. Совместно с ней Зайдель разработал для телевизионного канала ProSieben развлекательное шоу Arabella Night, продюсером которого он отчасти являлся сам, и поддерживал советами ток-шоу «Arabella», разработанное журналистом Йоргом ван Ховеном.
В ходе маркетинговой акции он ангажировал американскую супермодель того времени Марго Хемингуэй для кампании телевизионного канала RTL 2 и организовал её вокальное выступление на телевидении. После самоубийства Марго Хемингуэй, которую он консультировал ещё некоторое время, и после смерти принцессы Дианы в 1997 году Зайдель начал постоянно предостерегать в публикациях и в интервью людей от иллюзий самомаркетинга, от опасности «образов имиджа» и «ложного блеска быть знаменитостью», хотя он сам стал движущей силой этого мира самосбыта. Он занялся производством новых телевизионных и кинематографических форматов. К его первым проектам относятся телевизионный общественный магазин «Close Up» с Клаудией Шиффер в качестве телеведущей и различные специальные передачи телеканала ProSieben, а также телевизионный проект «Help!» — телепередача, вызвавшая большой интерес, имевшая лучшее эфирное время, с Арабеллой Кисбауэр в качестве телеведущей. После смерти леди Ди Зайдель начал работать над проектом художественного фильма, посвящённого имиджу и действительности в жизни британской принцессы. Одновременно он начал отдаляться от формата развлекательного телевидения. Кристиан Зайдель и телеведущая Кисбауэр расторгли в 2004 году по вышеназванной причине и по собственной инициативе контракты с телеканалом ProSieben по передачам Арабелла-шоу после более чем десятилетней работы. Зайдель занялся производством ток-шоу на политические, экономические и социальные темы (среди них N24) и начал концентрироваться на авторской деятельности для канала ORF в Вене и для лондонского канала BBC, а также занялся производством других культурных и общественно-политических форматов телевидения.
Центр его деятельности всё больше смещался в Лондон. Зайдель выступил в качестве независимого продюсера и, совместно с британским театральным автором Джошуа Лэйси (Joshua Lacey), автором сценария художественного фильма «The Biographer — The Secret Life of Princess Di» (2002), снятого режиссёром Филлипом Савиллем (Philip Saville). В фильме продолжительностью 90 минут, снятом в стиле чёрно-белого кино, Зайдель осознанно отказался от исполнительницы образа Дианы. Для достоверности он вмонтировал в сюжетную канву оригинальные видеосъёмки с принцессой. Он приобрёл права на магнитофонные плёнки, которые принцесса записала для биографа Эндрю Мортона (Andrew Morton) во время совместной работы над разоблачающей биографией «Diana Her True Story». Речь леди Ди в фильме звучит за кадром.
После того как он сам пережил автомобильную катастрофу, Зайдель решил в корне изменить свою жизнь. Он начал заниматься тхэквондо у корейского мастера и предался размышлениям об основных ценностях и новых целях своей личной жизни и современного общества, результатом которых стала книга «Побеждать без борьбы — тхэквондо или открытие духовных ценностей».